# Піна днів (фільм, 2013)
«Піна днів» (фр. L'écume des jours; міжнародна прокатна назва — «Настрій індиго» (англ. Mood Indigo)) — французько-бельгійський фільм 2013 року режисера Мішелем Ґондрі поставлений за однойменним романом французького письменника Бориса Віана. Головні ролі у фільмі зіграли «зірки» французького кінематографа — Одрі Тоту та Ромен Дюріс.

## Сюжет
Колін (Ромен Дюріс) веде дуже приємне і безтурботне життя. Він багатий, у нього є свій кухар Ніколя (Омар Сі), який готує фантастичну їжу з такими ж фантастичними помічниками. У нього є винайдений ним піаноктейль (піаніно і коктейль),  кожній ноті якого відповідає алкогольний напій, рідина або ароматична речовина, тож програвання певної мелодії змішує певний коктейль.
Одного дня під час обіду з Шиком, своїм другом, Колін чує від нього, що він познайомився з дівчиною Алізою (Аїса Маїґа), також захопленою Жан-Солем Партром (анаграма імені філософа Жана-Поля Сартра) як і він сам. Колін також хоче знайти собі подругу, і Шик запрошує його на вечірку, де Колін знайомиться з Хлоєю (Одрі Тоту). Вони закохуються і одружуються. Але під час медового місяця Хлоя захворює, і стан її постійно погіршується через латаття, що почало рости у неї всередині. Щоб забезпечити їй лікування Колін вимушений почати працювати, оскільки його фінансовий стан було підірвано численними захопленнями, весіллям і до того ж його друг Шик, зосереджений Партром, також тринькає на своє захоплення гроші і просить їх у Коліна. У Шика і Алізи псуються стосунки через це безрозсудне захоплення Шика Партром. Ніколя через хворобу Хлої старіє на очах, через що Колін вимушений вигнати його заради його ж блага. Увесь будинок Коліна поступово затягується павутиною і пилом, зменшуючись в розмірах…

## У ролях
| Актор(ка)       |   | Роль          |
| --------------- | - | ------------- |
| Ромен Дюріс     | • | Колін         |
| Одрі Тоту       | • | Хлоя          |
| Гад Ельмалех    | • | Шик           |
| Омар Сі         | • | Ніколя        |
| Шарлотта Ле Бон | • | Ізіс          |
| Аїса Маїґа      | • | Аліза         |
| Філіп Торретон  | • | Жан-Соль Патр |
| Саша Бурдо      | • | миша          |
| Ален Шаба       | • | Гуффе         |
| Айса Майга      | • | Еліс          |
| Наташа Реньє    | • | продавчиня    |
| Венсан Ротьє    | • | вірянин       |
|                 | • | та інші       |

## Знімальний період
- Зйомки фільму проходили з 10 квітня по 23 липня 2012 року у Бельгії, а також у Парижі та його околицях. Художники-декоратори придумали і виготовили для фільму понад 80 химерних інтер'єрів, що відповідають атмосфері книги, була створена велика кількість костюмів і аксесуарів. За кресленнями інженерів фірми «Пежо» на одному із заводів для персонажів стрічки були створені фантастичні моделі автомобілів.[3]

## Цікавинки
- Фільм Мішеля Ґондрі — третя за рахунком екранізація роману «Піна днів». У 1968 році за книгою зняв однойменну стрічку французький режисер Шарль Бельмон, а у 2001 році японські кінематографісти поставили за мотивами роману Бориса Віана поставили «Хлоя» (режисер Го Рідзю), яка стала одним з претендентів на отримання «Золотого ведмедя» Берлінського кінофестивалю.
- В одному з епізодів фільму з'явилася 82-річна акторка і співачка Магалі Ноель[fr], яка була близько знайома з Борисом Віаном. Дебютний диск Ноель, яка вважається першою виконавицею рок-н-ролу у Франції, складався з написаних Віаном рок-композицій[3].

## Нагороди та номінації
| Нагороди та номінації | Нагороди та номінації | Нагороди та номінації                  | Нагороди та номінації | Нагороди та номінації | Нагороди та номінації |
| Рік                   | Нагорода              | Категорія                              | Номінант              | Результат             |                       |
| --------------------- | --------------------- | -------------------------------------- | --------------------- | --------------------- | --------------------- |
| 2014                  | Премія «Люм'єр»       | Найкращий фільм                        | Піна днів             | Номінація             |                       |
| 2014                  | Премія «Люм'єр»       | Найкращий режисер                      | Мішель Ґондрі         | Номінація             |                       |
| 2014                  | Премія «Люм'єр»       | Найкращий актор                        | Ромен Дюріс           | Номінація             |                       |
| 1900                  | Премія «Люм'єр»       | Найкращий оператор                     | Крістоф Бокарн        | Номінація             |                       |
| 2014                  | Премія «Сезар»        | Найкраща оригінальна музика до фільму  | Етьєн Шаррі           | Номінація             |                       |
| 2014                  | Премія «Сезар»        | Найкраща робота художника-постановника | Стефані Розенбаум     | Перемога              |                       |
| 1900                  | Премія «Сезар»        | Найкращий дизайн костюмів              | Флоренс Фонтейн       | Номінація             |                       |
| 1900                  | Премія «Магрітт»      | Найкраща операторська робота           | Крістоф Бокарн        | Номінація             |                       |
| 1900                  | Премія «Сатурн»       | Найкращий міжнародний фільм            | Піна днів             | Номінація             |                       |